# Lucius D. Clay
Lucius Dubignon Clay (Marietta, Georgia, 23 de abril de 1897 - Chatham, Massachusetts, 16 de abril de 1978) fue un general estadounidense y gobernador militar, más conocido por su administración de Alemania inmediatamente después de la Segunda Guerra Mundial. 
Clay fue adjunto al general Dwight D. Eisenhower en 1945; vicegobernador militar en Alemania en 1946; comandante en jefe de las Fuerzas de EE.UU. en Europa y gobernador militar de la zona de ocupación de EE.UU. en Alemania, 1947-49. Se retiró en 1949. Clay es considerado el "padre" del puente aéreo de Berlín (1948-49).

## Primeras etapas de la vida
Clay nació en Marietta, Georgia, el sexto y último hijo de Alexander Stephens Clay, que sirvió en el Senado de los EE.UU. de 1897 a 1910, pero contrariamente a la creencia popular, esta rama de la familia no tiene ninguna relación con el famoso estadista Henry Clay. Lucius Clay, graduado de West Point en 1918, ocupó varios puestos civiles, militares y de ingeniería durante los años 1920 y 1930, incluyendo la enseñanza en West Point, la dirección de la construcción de presas y aeropuertos civiles, y por el aumento de 1942 a la posición del más joven general de brigada en el Ejército. Al mismo tiempo adquirió una reputación de llevar el orden y la eficiencia operativa al caos, y por ser un excepcional trabajador duro y disciplinado, pasando largas horas y negándose incluso a comer durante su trabajo.

## Segunda Guerra Mundial
Clay no vio combate real, pero se le otorgó la Legión de Mérito en 1942, la Medalla de Servicio Distinguido en 1944, y recibió la Estrella de Bronce por su acción en la estabilización del puerto francés de Cherburgo, abandonado por las fuerzas alemanas inmediatamente después del Día D y crítica al flujo de material de guerra. En 1945 fue el adjunto al general Dwight D. Eisenhower. Al año siguiente, fue nombrado Gobernador Adjunto de Alemania durante el Gobierno Militar Aliado. 
Él más tarde observación con respecto a la ocupación de su directiva y orientar las acciones de general Eisenhower: "no hay duda de que JCS 1067 se contempla la paz cartaginesa que dominó nuestras operaciones en Alemania durante los primeros meses de la ocupación." 
Influyó en gran medida en el Secretario de Estado James F. Byrnes y su discurso en septiembre de 1946 realizado en Stuttgart, Alemania. Su título fue "Reformulación de la política en Alemania" y marcó la transición formal en la política de ocupación estadounidense. Quedaba bastante lejos del "Morgenthau Plan de desmantelamiento económico" primando la reconstrucción económica. 
De 1947 a 1949, fue el Gobernador Militar de los EE.UU. en la zona de Alemania, y en que la capacidad de Lewis H. Brown encargó a la investigación y la escritura Informe sobre Alemania, que sirvió como una recomendación detallada para la reconstrucción de la posguerra Alemania, y sirvió de base para el Plan Marshall. Clay fue ascendido a teniente general el 17 de abril de 1945 y que en general el 17 de marzo de 1947. Durante este tiempo, contrató señaló intelectual EE.UU. y excapitán del Ejército, Melvin J. Lasky. Clay sería fundamental en la creación de la influyente publicación Der Monat. 
El 25 de junio de 1948, un día después de los soviéticos impusieron el bloqueo de Berlín, Clay dio la orden para el puente aéreo de Berlín. Este fue un acto de desafío contra los soviéticos, una increíble hazaña de logística (un punto en aviones de carga aterrizaron en Tempelhof cada cuatro minutos, veinticuatro horas al día), un momento decisivo de la guerra fría y una demostración de apoyo para América los ciudadanos de Berlín.

## Jubilación
Después de Clay militares jubilados, que fue en la política y de varios presidentes. En 1954, fue llamado a EE. UU. por el Presidente Dwight D. Eisenhower, para ayudar a forjar un plan de financiación de la autopista Interestatal. Tenía experiencia previa en 1933 con la gestión y organización de proyectos en el marco del New Deal, y más tarde se convirtió en uno de los más cercanos asesores de Eisenhower. Muro de Berlín durante la crisis de 1961, el Presidente John F. Kennedy le pidió ir a Berlín como asesor e informar sobre la situación. Dos años más tarde acompañado de Clay, en su viaje a Berlín, durante su famoso Ich bin ein Berliner Kennedy dijo: "Estoy orgulloso de venir aquí (...) en compañía de mis colegas de América, el general Clay, que ha sido en esta ciudad durante sus grandes momentos de crisis y se de nuevo, si alguna vez es necesario ". 
Entre muchos otros honores, a Clay se le dedicó un desfile a su regreso a los Estados Unidos, el 19 de mayo de 1949. Apareció en la portada de la revista Time en tres ocasiones, recibió un doctorado honorario de la Freie Universität de Berlín y se convirtió en ciudadano honorario de Berlín (Oeste) en 1953. Se bautizó con su nombre una de las más largas calles de Berlín Occidental, la Clayallee, así como el cuartel general Clay, que se encontraba en la misma calle. Celebró la sede de la Brigada de Berlín, Berlín, Ejército de EE.UU. (USAB), y Misión de los EE.UU. en Berlín. Marietta, Georgia como una de sus principales calles Clay Street en honor de su trabajo en la creación de lo que ahora es la Fuerza Aérea Dobbins Base allí. Mientras que ahora se llama Sur Marietta Parkway (Ruta Estatal 120 en bucle), todavía lleva las señales monumento dedicar a cada extremo de la carretera con él. En 1978 una nueva base militar EE.UU. en el norte de Alemania cerca de la ciudad de Bremen, fue nombrado para Clay y hasta el final de la Guerra Fría, albergaba una brigada hacia el estacionado de la 2 ª División Blindada, la 3 ª Brigada, 2 ª División Blindada, que había sido con sede en Fort Hood, Texas con el resto de la 2AD. Esta unidad pasó en la 2 ª División Blindada (Adelante). 2AD (FWD) vio acción en la Guerra del Golfo de 1991, antes de ser disuelto como parte de la post-Guerra Fría retiro del Ejército de los EE.UU. 
Clay está enterrado en el cementerio de West Point. En su tumba se encuentra una placa de piedra dedicada por los ciudadanos de Berlín, que dice: "Wir danken dem Bewahrer unserer Freiheit" (Damos las gracias al preservador de nuestra libertad).
Clay fue padre de dos hijos, que también llegaron a convertirse en generales. El hijo de Clay, el General Lucius D. Clay, Jr., ocupó los cargos de comandante en jefe de la Defensa Aérea de América del Norte de Mando, el Mando de Defensa Aérea Continental, y los Estados Unidos elemento de NORAD, y también fue un comandante de la Fuerza Aérea de los EE.UU. Comando de Defensa Aeroespacial. El otro hijo de Clay, el General Frank Butner Clay, sirve en los conflictos desde la Segunda Guerra Mundial a través de la guerra de Vietnam, y fue asesor de los EE. UU. en la delegación de París las conversaciones de paz que puso fin a EE.UU. participación en la guerra de Vietnam.
- Datos: Q369360
- Multimedia: Lucius D. Clay / Q369360